# Shevington
Shevington är en ort och civil parish i Storbritannien.   Den ligger i distriktet Wigan i Greater Manchester i riksdelen England, i den centrala delen av landet, 280 km nordväst om huvudstaden London. Shevington ligger 61 meter över havet och antalet invånare är 5 195.
Terrängen runt Shevington är platt.Runt Shevington är det mycket tätbefolkat, med 1 573 invånare per kvadratkilometer. Närmaste större samhälle är Bolton, 17,2 km öster om Shevington. Omgivningarna runt Shevington är en mosaik av jordbruksmark och naturlig växtlighet.